# Stayen (stadion)
Stayen, vanwege sponsorredenen ook bekend als Daio Wasabi Stayen Stadium, is een voetbalstadion in de Belgische stad Sint-Truiden, in de provincie Limburg, en het thuisstadion van voetbalclub Sint-Truidense VV of afgekort: STVV. Het stadion werd gebouwd in 1927. De naam Stayen is Sint-Truidens dialect voor "Staden", een oude wijk van de stad. Van in de jaren vijftig tot mei 2009 werd de naam geschreven als Staaien. Het stadion draagt als bijnaam De Hel van Stayen, naar de nederlagen die topclubs er regelmatig te verduren krijgen.

## Historie
Sint-Truiden werd opgericht in 1924, speelde aanvankelijk op een terrein aan de Tongerse steenweg en later aan de Montenakenweg. Door bemiddeling van Alfred Wauters, toenmalig directeur van suikerfabriek Mellaerts, werd er een nieuw terrein aangelegd aan de Tiensesteenweg, op gronden van de suikerfabriek. Dat eerste seizoen op de nieuwe terreinen promoveerde Sint-Truiden voor het eerst naar de nationale Bevorderingsreeksen. Er werd een staantribune gebouwd.
Tijdens de Tweede Wereldoorlog, op 24 augustus 1944, werd het stadion vernield bij een luchtbombardement. In 1948/49 speelde STVV voor het eerst in de Eerste afdeling (toen de Tweede klasse). Er werd een overdekte tribune gebouwd, met 600 zitplaatsen. In 1952/53 kwamen er ook staanplaatsen bij en werden er douches geïnstalleerd in de kleedkamers. Ondertussen bereikte STVV in 1957/58 voor het eerst de hoogste klasse in het Belgisch voetbal. In het seizoen 1965/66, het seizoen dat STVV vicekampioen werd, waren er een recordaantal van ruim 20.000 toeschouwers aanwezig op Staaien voor een wedstrijd tegen Anderlecht. De eerste lichtinstallatie werd in 1959 ingehuldigd op Stayen.
In 1981/82, toen STVV in de Tweede klasse speelde, kreeg Staaien nieuwe stadionverlichting met lichtmasten. In 1983 kwam er een nieuw modern complex op de plaats van de oude kantine en staantribune. Na een nieuwe promotie naar de Eerste klasse in 1987, werd het stadion verder aangepast en vernieuwd. De hoofdtribune werd in het najaar van 1988 verbouwd. De capaciteit bedroeg op dat moment 16.000 plaatsen. In augustus 1989 kreeg Staaien ook een nieuwe grasmat, met volgroeid gras dat uit Nederland werd ingevoerd. Om de grasmat te vrijwaren, speelden reserve- en jeugdploegen voortaan hun wedstrijden op een ander veld.
In 1990 werd een nieuwe tribune bijgebouwd en twee jaar later kwamen er twee blokken met business-seats bij. In 2001 werd een nieuw complex ingericht achter de hoofdtribune, met verschillende faciliteiten zoals een perslokaal, een café en extra sanitaire voorzieningen. In 2003 werd het stadion verder gemoderniseerd en werd een staantribune door een nieuwe zittribune met meer dan 5000 zitjes vervangen.

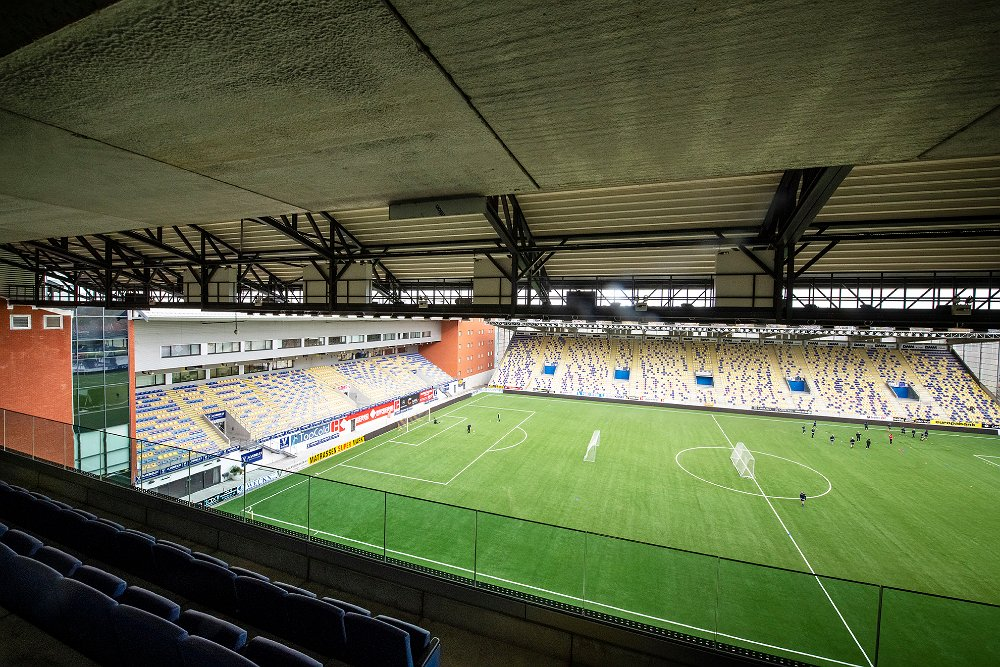
Business seats in de viptribune

In 2008 begon de Truiense club een tribune aan de straatkant te bouwen. Deze tribune bevat onder meer een feestzaal, een fitnessruimte en enkele kantoren. Ook kwam er op de hoek met de grote tribune een hotel. De tribune werd voltooid in februari 2009, waarna men begon aan een nieuwe hoofdtribune. Deze hoofdtribune zou ook multifunctioneel moeten zijn. Zo zou er op de hoek van de twee nieuwe tribunes ruimte voorzien worden voor kantoren. De kostprijs van de twee nieuwe tribunes bedroeg 35 miljoen euro. Het nieuwe stadion werd in mei 2014 volledig afgewerkt en biedt plaats aan 14.600 toeschouwers, waarvan 3.530 staanplaatsen. Het aantal toeschouwers kan, met inside-seats en bijkomende mobiele staantribunes (zonder verbouwingen), tot 17.850 uitgebreid worden, waarvan 5.280 staanplaatsen.
Voor het seizoen 2011/12 kreeg Stayen, als eerste Belgische eersteklassestadion, een kunstgrasveld.
In februari 2023 verwierf het Japanse bedrijf Daio Wasabi Farm de naamrechten van het stadion en noemde het Daio Wasabi Stayen Stadium. Het was de eerste keer in de geschiedenis van een Belgische competitie dat een Japans bedrijf de naamrechten voor een stadion verwierf.

## Interlands
| Datum        | Wedstrijd           | Uitslag | Competitie           |
| ------------ | ------------------- | ------- | -------------------- |
| 23 mei 2015  | België – Noorwegen  | 3 – 2   | Vriendschappelijk    |
| 4 juni 2024  | België – Tsjechië   | 1 – 1   | Kwalificatie EK 2025 |
| 12 juli 2024 | België – Denemarken | 0 – 3   | Kwalificatie EK 2025 |